# Grb Avstralije
Grb Avstralije, uradno znan kot grb Commonwealtha, je uradni simbol Avstralije. Predstavlja ščit, ki prikazuje simbole šestih avstralskih držav, katerega držita avtohtoni avstralski živali, kenguru in emu. Sedmerokraka zvezda Commonwealtha se nahaja nad ščitom.